# Pensée convergente
La Pensée convergente est un terme inventé par Joy Paul Guilford en opposition (ou complémentarité) à la pensée divergente. En général, ce terme exprime la capacité à donner la réponse "correcte" à des questions standardisées qui ne requièrent pas de créativité particulière. C'est une pensée qui utilise les connaissances et les capacités de raisonnement d'une personne pour obtenir une série de solutions à un problème donné et pour en sélectionner la seule correcte.

## Pertinence

### Une carte de fonctionnement de la pensée convergente
La pensée convergente est une modalité de pensée qui cherche à produire une réponse unique et bien établie (justifiable) à un problème. Elle est orientée vers la meilleure réponse unique, ou la plus souvent correcte, à une question. La pensée convergente met l'accent sur la rapidité, la précision et la logique ; elle se concentre sur la reconnaissance du familier, la réapplication de techniques et l'accumulation d'informations stockées. Elle est la plus efficace dans les situations où une réponse existe déjà, et doit être, soit simplement rappelée, soit élaborée par des stratégies de prise de décision.
Le défaut d'une pensée convergente est que, à la différence d'une pensée divergente, elle conduit souvent à une réponse unique, ne laissant aucune place à un choix de solution ni à l'ambiguïté (qui peut avoir une valeur esthétique, poétique, humaine...).
Dans cette optique, les réponses sont soit correctes, soit incorrectes. La solution qui est dérivée à la fin du processus de pensée convergente est la meilleure réponse possible la majorité du temps.
La pensée convergente implique un certain mode de manipulation de connaissances (existantes, par des procédures standard). La connaissance est un autre aspect important de la créativité. Elle est une source d'idées, suggère des voies vers des solutions et fournit des critères d'efficacité et de nouveauté. La pensée convergente est utilisée comme un outil dans la résolution créative de problèmes. Lorsqu'un individu utilise la pensée critique pour résoudre un problème, il utilise consciemment des normes ou des probabilités pour porter des jugements. Cela contraste avec la pensée divergente où le jugement est différé tout en recherchant et en acceptant de nombreuses solutions possibles.
La pensée convergente est souvent utilisée en conjonction avec la pensée divergente. La pensée divergente se produit généralement de manière spontanée et libre, où de nombreuses idées créatives sont générées et évaluées. De multiples solutions possibles sont explorées en peu de temps, et des connexions inattendues sont établies. Après que le processus de pensée divergente a été complété, les idées et les informations sont organisées et structurées en utilisant la pensée convergente pour que des stratégies de prise de décision soient utilisées, conduisant à une réponse unique, ou la plus souvent correcte. Des exemples de pensée divergente incluent l'utilisation du brainstorming, de l'écriture libre et de la pensée créative au début du processus de résolution de problèmes pour générer des solutions possibles qui peuvent être évaluées plus tard. Une fois qu'un nombre suffisant d'idées a été exploré, la pensée convergente peut être utilisée. La connaissance, la logique, les probabilités et d'autres stratégies de prise de décision sont prises en compte alors que les solutions sont évaluées individuellement dans la recherche de la meilleure réponse unique qui, une fois atteinte, est sans ambiguïté.